# December's Children (And Everybody's)
December's Children (And Everybody's) —en español: Los niños de diciembre (y de todo el mundo)— es el quinto álbum de estudio de The Rolling Stones en los Estados Unidos, publicado a finales de 1965 por London Records. El título del álbum surgió del mánager del grupo, Andrew Loog Oldham. Según Jagger, Oldham se inspiró en la poesía Beat para idear el nombre del álbum.

## Grabación y lanzamiento
El álbum se compone principalmente con material grabado durante dos días en el mes de septiembre para finalizar la edición británica de Out of Our Heads y completado con canciones grabadas con bastante anterioridad y por temas en vivo. December's Children (And Everybody's) alcanzó el puesto #4 en los EUA y obtuvo un disco de oro.
El bajista Bill Wyman cita a Jagger en 1968 llamando al registro "[no] es un álbum, es sólo una colección de canciones". En consecuencia, sólo es brevemente detallado en su libro por otra parte exhaustivo Rolling With the Stones. La mitad de las canciones que aparecen en el álbum fueron escritas por Mick Jagger y Keith Richards, escribieron canciones como «I'm Free» y «The Singer Not the Song», así como los grandes éxitos «As Tears Go By» y «Get off of My Cloud». 
En agosto de 2002 el álbum fue remasterizado y reeditado en un nuevo CD y SACD digipak por ABKCO Records con la pista «Look What You've Done» siendo la única emitida en estéreo real.

## Lista de canciones
Todas las canciones escritas y compuestas por Jagger/Richards, excepto donde se indique. 
| Lado 1 |                                                                                            |          |  |
| N.º    | Título                                                                                     | Duración |  |
| 1.     | «She Said Yeah» (de la versión británica de Out of Our Heads) (Sonny Bono/Roddy Jackson)   | 1:34     |  |
| 2.     | «Talkin' About You» (de la versión británica de Out of Our Heads) (Chuck Berry)            | 2:32     |  |
| 3.     | «You Better Move On» (del lanzamiento británico The Rolling Stones EP) (Arthur Alexander)  | 2:41     |  |
| 4.     | «Look What You've Done» (McKinley Morganfield)                                             | 2:16     |  |
| 5.     | «The Singer, Not the Song» (lado B británico de «Get Off of My Cloud»)                     | 2:22     |  |
| 6.     | «Route 66» (del lanzamiento británico Got Live If You Want It! EP) (en vivo) (Bobby Troup) | 2:39     |  |

| Lado 2 |                                                                                               |          |  |
| N.º    | Título                                                                                        | Duración |  |
| 7.     | «Get Off of My Cloud» (sencillo)                                                              | 2:54     |  |
| 8.     | «I'm Free» (de la versión británica de Out of Our Heads)                                      | 2:23     |  |
| 9.     | «As Tears Go By» (sencillo) (Jagger/Richards/Andrew Loog Oldham)                              | 2:45     |  |
| 10.    | «Gotta Get Away» (de la versión británica de Out of Our Heads)                                | 2:06     |  |
| 11.    | «Blue Turns to Grey»                                                                          | 2:30     |  |
| 12.    | «I'm Moving On» (del lanzamiento británico Got Live If You Want It! EP) (en vivo) (Hank Snow) | 2:13     |  |

Nota: En la versión de Nueva Zelanda el track No.6 fue reemplazada por la canción 19th Nervous Breakdown  

## Personal
The Rolling Stones
- Mick Jagger: voz; armónica en «I'm Moving On».
- Keith Richards: guitarra eléctrica, guitarra acústica, coros.
- Brian Jones: guitarra eléctrica, guitarra acústica, piano, órgano, armónica en «Look What You've Done».
- Charlie Watts:batería, percusión
- Bill Wyman: bajo, coros.

Personal adicional
- Ian Stewart: piano, órgano.
- Jack Nitzsche: órgano, percusión.
- Mike Leander: arreglos de cuerdas

## Posición en las listas

### Álbum en listas semanales
| Listas (1965)                      | Mejor posición |
| ---------------------------------- | -------------- |
| Estados Unidos (Billboard Hot 200) | 4              |

### Sencillos
| Año  | Sencillo              | Lista             | Posición |
| ---- | --------------------- | ----------------- | -------- |
| 1965 | «Get off of My Cloud» | Billboard Hot 100 | 1        |
| 1966 | «As Tears Go By»      | Billboard Hot 100 | 6        |

## Certificaciones
| País                  | Certificación | Ventas certificadas |
| --------------------- | ------------- | ------------------- |
| Estados Unidos (RIAA) | Oro           | 500 000^            |

Nota: ^ Cifras de ventas basadas únicamente en la certificación